# Abatoleon indiges
Abatoleon indiges är en insektsart som först beskrevs av Walker 1860.  Abatoleon indiges ingår i släktet Abatoleon och familjen myrlejonsländor. Inga underarter finns listade i Catalogue of Life.